# Hypopyra feniserella
Hypopyra feniserella là một loài bướm đêm trong họ Erebidae.